# Mr. Loco
Mr. Loco je kapela s mezinárodním obsazením. Hraje zejména v České republice, ale i různě po Evropě. Vznikla koncem roku 2010. Frontmanem je Filip Flusser (kytara, zpěv, bouzouki), který předtím působil i v kapelách Temperamento, Luca Brasi a Artery. Kořeny Filipa Flussera sahají na Balkán – kapela kombinuje rázný balkánský folklór okořeněný prvky latiny, reggae, ska, punku a hip hopu.

## Obsazení
Kapelu nyní vedle Filipa Flussera dále tvoří Pavel Homer (klávesy), Strahil Gaydarski (kytara), na basu a kontrabas hraje Mexičan Luis Franco Reyes, rytmickou sekci zastupuje kolumbijský bubeník Andres Felipe Bermudez, na tenor saxofon hraje Pavel Novotný. V průběhu let v kapele také hráli: Chris Vern (trumpetista, DJ a skladatel), David Babka (akustická a elektrická kytara, pedal steel & slide guitar), Vlado Ulrich (klávesy, trubka, flétna) a Marek Macháček (bicí). Na koncertech kapele zvučí Petr Klouček.

## Dílo

### Vydaná alba
- Na Balkáně (2010)
- Balkan Trip (2016)
- Balkanizace (2019)

### Videoklipy
- "Nemusím" (produkce Aleš Hyvnar, 2019)
- "Youtuber" (produkce Mr. Loco, 2019)
- "Je to reggae" (produkce Aleš Hyvnar, 2019)
- "Si Amigo" (produkce Jiří Weidermann - ex DJ Problematico, 2019)
- "Alergik" (produkce Aleš Hyvnar, 2018)
- "Balkanizace" (produkce Mr. Loco, 2018)
- "Balkan Revolutionary" (produkce Mr. Loco, 2017)
- "Everything I Wanted" (produkce Mr. Loco, 2017)
- "Ne Mi Treba" (produkce Jiří Weidermann - ex DJ Problematico, 2017)
- "Dancing Like A Queen" (produkce Mr. Loco, 2017)
- "One Chance" (produkce Mr. Loco, 2016)
- "Amsterdam Dream" (produkce Mr. Loco, 2012)